# Keményffy József
Keményffy József (eredeti neve: Hartmann József; névváltozat: Keményfi József; angolul: Joseph Keményffy) (Szentistvánbaksa, Abaúj vármegye, 1812 vagy 1814 – Zilah, Szilágy vármegye,  1895. november 24.) magyar és amerikai szabadságharcos, polgári foglalkozása tanító, képkeret-aranyozó, levéltáros.

## Élete
Vagyontalan, polgári származású. Az osztrák császári seregben kiszolgált őrmester (1831-1840). Bécsben pedagógiai tanfolyamot végzett, majd házitanító lett Kassán. Magyar lévén bekapcsolódott az 1848-49-es magyar szabadságharcba. 1848 júliustól főhadnagyi rangban teljesített szolgálatot, nemzetőr segédtiszt Kassán. A pákozdi csatában esett át a tűzkeresztségen. A 34. gyalogezrednél, aztán a 44. zászlóaljnál teljesített szolgálatot századosi rangban. A Hadi Főtanodában honvédtisztek képzésével foglalkozott, a főváros feladása után Debrecenben, majd Mezőhegyesen folytatta a növendékek kiképzését. 1849. június 1-től őrnagy, a 90. zászlóalj parancsnoka, egyben főtiszti tanfolyam vezetője Szegeden. A világosi fegyverletétel után az osztrák katonai hatóság Aradon 12 esztendőre sorozta be közlegénynek, de Keményffy hamarosan megszökött a seregből, s eljutott Hamburgba, majd onnan Amerikába.
Az 1850-es években tevékenyen részt vett a New York-i magyar emigránsok közéletében. Neve többször is szerepelt a New York-i Magyar Száműzöttek Lapjában. Keményffy is elítélte Szedlák Mátyást, aki röpiratban gyalázta Kossuth Lajost, s üdvözölte Duncan Nathaniel Ingraham kapitányt, aki megmentette egy amerikai állampolgár életét (Koszta Márton-ügy). Már az amerikai polgárháború előtt az első republikánus elnökjelölt, John C. Frémont tábornok híve lett. Az amerikai polgárháborúban kapitányi rangban Frémont környezetében teljesített szolgálatot, mint Frémont egyik adjutánsa. A polgárháború végén képkeret-aranyozó üzemet alapított. Az 1867-es kiegyezés hatására tért haza, itthon Zilahon ügyvédként, majd 1887 után főlevéltárosként tevékenykedett, s tagja volt a honvédegyletnek.